# Henriqueta Maria de Brandemburgo-Schwedt
Henriqueta Maria de Brandemburgo-Schwedt (Berlim, 2 de março de 1702 — Palácio de Köpenick, 7 de maio de 1782) foi princesa hereditária de Württemberg pelo seu casamento com Frederico Luís de Württemberg.

## Família
Henriqueta Maria foi a segunda filha e terceira criança nascida do marquês Filipe Guilherme de Brandenburg-Schwedt e de Joana Carlota de Anhalt-Dessau. Os seus avós paternos eram Frederico Guilherme, Eleitor de Brandemburgo e sua segunda esposa, Sofia Doroteia de Schleswig-Holstein-Sonderburg-Glücksburg. Os seus avós maternos eram o príncipe João Jorge II de Anhalt-Dessau e a princesa Henriqueta Catarina de Orange-Nassau.
Ela teve cinco irmãos, que eram: Frederico Guilherme, marido de Sofia Doroteia da Prússia; Frederica Doroteia Henriqueta; Jorge Guilherme; Frederico Henrique, marido de Leopoldina Maria de Anhalt-Dessau, e Carlota.

## Biografia

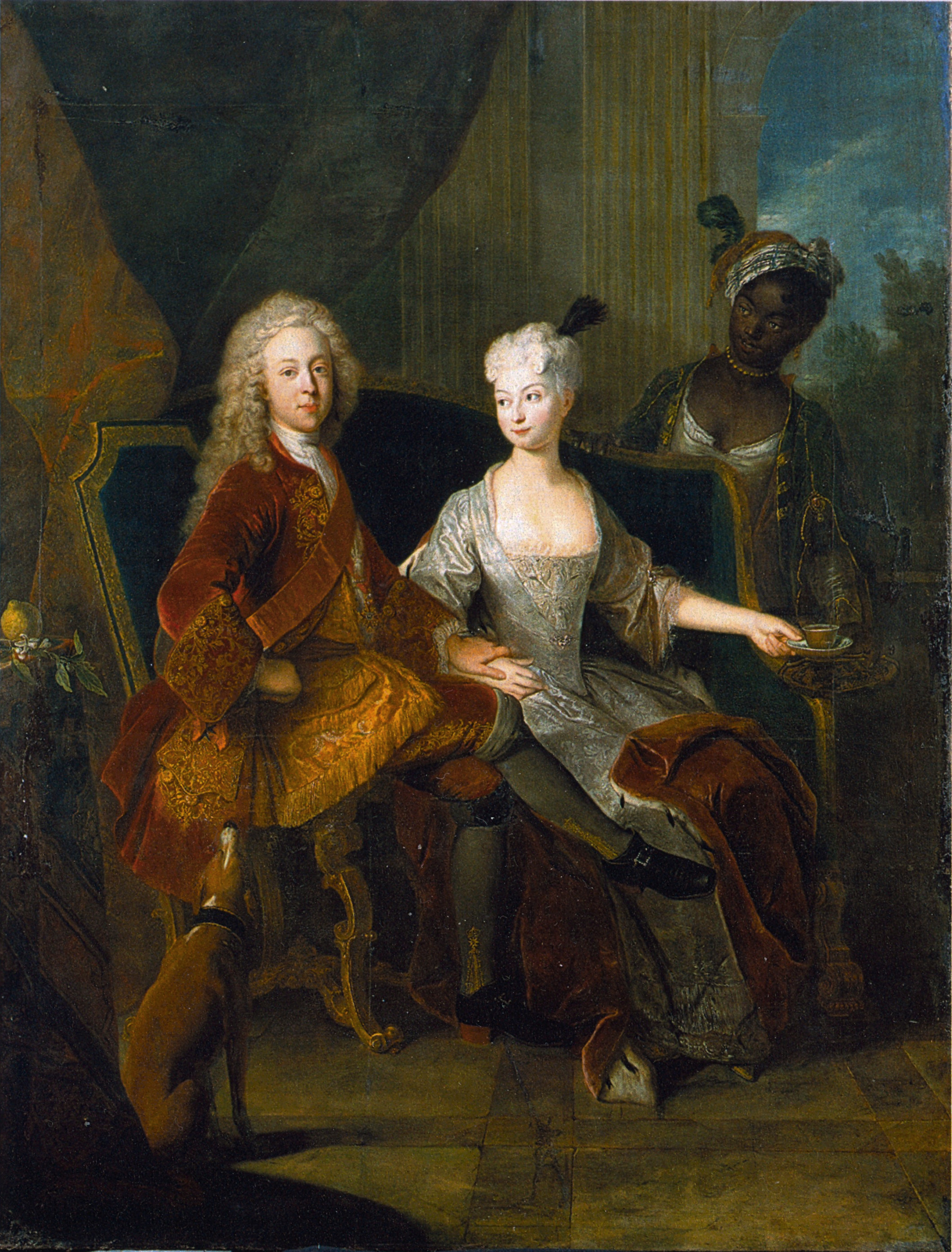
Pintura de Henriqueta Maria e seu marido, Frederico Luís, por Antoine Pesne, c. 1716, no atual Museu de Estado de Schwerin.

Aos 14 anos de idade, Henriqueta Maria casou-se com o príncipe Frederico Luís, de 17 anos, no dia 8 de dezembro de 1716, em Berlim. Ele era filho do duque Everardo Luís de Württemberg e de sua primeira esposa, Joana Isabel de Baden-Durlach.
O casal teve apenas dois filhos, um menino e uma menina.
Henriqueta Maria não tornou-se duquesa, pois seu marido faleceu em 23 de fevereiro de 1731, antes de suceder ao título de duque de Württemberg.
A viúva morou no Palácio de Köpenick, a sudeste de Berlim, onde faleceu em 7 de maio de 1782, aos 80 anos. Foi enterrada numa cripta na igreja do Palácio.

## Descendência
- Everardo Frederico de Württemberg (1718 – 1719).
- Luísa Frederica de Württemberg (3 de fevereiro de 1722 – 2 de agosto de 1791), foi casada com Frederico II de Mecklemburgo-Schwerin. Teve quatro filhos que morreram jovens.